# Coupe du Maroc de football 2003-2004
 (avril 2024).
Si vous disposez d'ouvrages ou d'articles de référence ou si vous connaissez des sites web de qualité traitant du thème abordé ici, merci de compléter l'article en donnant les références utiles à sa vérifiabilité et en les liant à la section « Notes et références ».
Navigation
Édition précédente Édition suivante
Cette Coupe du Trône de football est remportée par les FAR de Rabat qui s'imposent devant le Wydad de Casablanca en finale.

## Quarts de finale
| Date         | Équipe 1            | Équipe 2            | Résultat | Buteurs |
| 26 juin 2004 | FUS de Rabat        | Raja de Casablanca  | 1 - 0    |         |
| 27 juin 2004 | Olympique Dcheira   | Wydad de Casablanca | 1 - 2    |         |
| 27 juin 2004 | FAR de Rabat        | Union de Touarga    | 1 - 0    |         |
| 27 juin 2004 | Jeunesse El Massira | Hassania d'Agadir   | 2 - 1    |         |

## Demi-finales
| Date              | Équipe 1            | Équipe 2            | Résultat | Buteurs |
| 11 septembre 2004 | FAR de Rabat        | Jeunesse El Massira | 1 - 0    |         |
| 12 septembre 2004 | Wydad de Casablanca | FUS de Rabat        | 2 - 0    |         |

## Finale
| Équipes             | FAR de Rabat - Wydad AC |
| Score               | 0-0 après prolongation, 3 - 0 aux tirs au but |
| Date                | 28 novembre 2004 |
| Stade               | Stade Moulay Abdallah, Rabat 67 000 spectateurs |
| Arbitre             | Slimane Brahmi |
| Buts                | - |
| FAR de Rabat        | Tarik Jarmouni; Hassan El Mouataz; Noureddine Boubou; Omar Bendriss; El Houssein Ouchella; Faouzi El Brazi; Khalid El Maâroufi; Hafid Abdessadak; ; Ahmed Ajeddou; Abdessamad Bouzidi (Youssef Kaddioui); Mohamed Armoumen (Hicham Zerouali); |
| Wydad de Casablanca | Nadir Lamyaghri; Jean-Jacques Gosso; Lahcen Abrami, Samir Sersar, Mohammed Benchrifa, Hicham Louissi, Mourad Fellah (Khama), Mohamed Madihi (Chemssedine Janabi), Youssef Mariana, Mohmmed Benhalib, Mustafa Talha                            |